# Michel Djotodia
Michel Djotodia, född 1949, är en fransk-afrikansk politiker som var president för Centralafrikanska republiken mellan 2013 och 2014.
Djotodia studerade ekonomi i Sovjetunionen, där han tillbringade tio år, och var sedan tjänsteman i planeringsministeriet under president Ange-Félix Patassés regim. Han ledde sedan Förenade demokratiska samlingsstyrkorna (UFDR) som ingick i en koalition med andra rebellgrupper för att bilda rebellalliansen Seleka. Denna allians lyckades störta den tidigare presidenten François Bozizé, och Djotodia efterträdde honom på presidentposten. Han var den första muslimske presidenten i den övervägande kristna Centralafrikanska republiken.